# Naissance en 1987
Naissance
- 1983
- 1984
- 1985
- 1986
- 1987
- 1988
- 1989
- 1990
- 1991

Les naissances en 1987 concernent les personnalités nées entre le 1er janvier et le 31 décembre 1987.

## Janvier
- 2 janvier : 
  - Danny Care, joueur anglais de rugby à XV.
  - Celestino, footballeur brésilien.
  - Loïc Rémy, footballeur français.
- 4 janvier : 
  - Jeremstar, journaliste people et interview français.
  - Cho Min-ho, joueur professionnel sud-coréen de hockey sur glace († 15 juin 2022).
- 6 janvier : Magalie Vaé, chanteuse et comédienne française.
- 7 janvier : Davide Astori, footballeur italien († 4 mars 2018).
- 8 janvier : Cynthia Erivo, actrice, chanteuse et auteure-compositrice anglaise et nigériane.
- 9 janvier : Pablo Santos, acteur mexicain († 15 septembre 2006).
- 11 janvier :
  - Amrapali Dubey, actrice indienne.
  - Théo Frilet, acteur français.
- 12 janvier : Naya Rivera, actrice et chanteuse américaine († 8 juillet 2020).
- 13 janvier : 
  - Lee Seung-gi, chanteur, acteur et animateur sud-coréen.
  - Artem Novikov, homme d'État kirghize.
- 14 janvier : Dilhani Lekamge, lanceuse de javelot srilankaise.
- 15 janvier : 
  - Kelly Kelly, catcheuse professionnelle américaine.
  - Kwak Si-yang, acteur et chanteur sud-coréen.
  - Michael Seater, acteur canadien.
  - Caroline Rémy, actrice, improvisatrice, chanteuse de karaoke
- 16 janvier :
  - Quỳnh Anh, chanteuse belge d'origine vietnamienne.
  - Jacob Lee Epstein, dit Jake Epstein, acteur canadien.
  - Annari Viljoen, joueuse sud-africaine de badminton.
  - Piotr Żyła, sauteur à ski polonais.
- 19 janvier : Claudia Gobbato, femme politique italienne.
- 20 janvier : 
  - Víctor Vázquez, footballeur espagnol.
  - Marco Simoncelli, pilote moto italien († 23 octobre 2011).
  - Evan Peters, acteur américain.
- 22 janvier : 
  - Nina Flohr, Prince et princesse de Grèce et de Danemark|princesse de Grèce et de Danemark
  - Andreas Stauff, coureur cycliste
- 23 janvier : Cyril Cinélu, chanteur français.
- 24 janvier :
  - Luis Suárez, footballeur uruguayen.
  - Kia Vaughn, basketteuse américaine.
  - Guan Xin (关馨), basketteuse chinoise.
- 27 janvier : Hannah Teter, snowboardeuse américaine.
- 29 janvier : Atena Farghadani, peintre et artiste iranienne
- 30 janvier : 
  - Becky Lynch , catcheuse professionnelle irlandaise.
  - Charlotte Gabris, comédienne et humoriste suisse.
- 31 janvier : Oksana Chatchko, peintre, militante activiste féministe et anarchiste soviétique puis ukrainienne († 23 juillet 2018).

## Février
- 1er février :
  - Heather Morris, actrice, chanteuse et danseuse américaine.
  - Giuseppe Rossi, footballeur italien.
  - Ronda Rousey, lutteuse professionnelle américaine.
- 2 février : Gerard Piqué, footballeur espagnol.
- 3 février : 
  - Sayida Ounissi, femme politique tunisienne.
  - Elvana Gjata, chanteuse albanaise.
  - Gérémy Crédeville, humoriste, comédien et chroniqueur français.
- 4 février : Lucie Bernardoni, chanteuse française.
- 5 février : Darren Criss, acteur, chanteur, musicien, auteur-compositeur et danseur américain.
- 6 février : 
  - Esther Baron, nageuse française.
  - François-Henri Désérable, écrivain français.
- 8 février : Benjamin Siksou, auteur compositeur interprète et acteur français
- 9 février : 
  - Rose Leslie, actrice britannique.
  - Krzysztof Rymszewicz, acteur et chanteur polonais.
- 11 février : Louis El Rahi, archiprêtre de Calvi
- 13 février : Joey van der Velden, acteur néerlandais.
- 16 février : Jon Ossoff, personnalité politique américain.
- 18 février :
  - Haiat Farac, lutteuse égyptienne.
  - Hela Riabi, lutteuse tunisienne.
  - Sung Si-bak, patineur de vitesse sur piste courte sud-coréen.
- 19 février : Anouar Toubali, acteur français.
- 20 février : Guillaume Faivre, footballeur suisse.
- 21 février :
  - Ashley Greene, actrice américaine.
  - Elliot Page, acteur canadien.
- 22 février : Han Hyo-joo, actrice sud-coréenne.
- 23 février : 
  - Robert Topala, développeur de jeux vidéo suédois.
  - Kevin Wekker, acteur néerlandais.
- 24 février : 
  - Ȼôme, musicien français.
  - Stéphan Rizon, chanteur français.
- 28 février : Axel Clerget,  judoka français.
- ? février : Mai Duong Kieu, actrice allemande.

## Mars
- 1er mars : Ke$ha, chanteuse américaine.
- 3 mars : Charlotte Namura, journaliste française.
- 7 mars : Hatem Ben Arfa, footballeur français.
- 9 mars : Bow Wow, rappeur et acteur américain.
- 14 mars :
  - Emji, auteure-compositrice-interprète française.
  - Ayako Suzuki, joueuse de badminton japonaise.
  - Marika Takeuchi, compositrice japonaise de musique de films.
- 15 mars : Arjola Trimi, nageuse handisport italienne.
- 16 mars : Fabien Lemoine, footballeur breton.
- 17 mars : Brody King, catcheur professionnel américain
- 18 mars : Alice Belaïdi, actrice française
- 21 mars :
  - İrem Derici, chanteuse de pop turque.
  - Stephanie Grant, judokate australienne.
  - Noémie Lemaire, basketteuse française.
  - Amar Musić, haltérophile croate.
  - Yuriy Ryazanov, gymnaste russe († 20 octobre 2009).
- 23 mars : Stacey Doubell, joueuse sud-africaine de badminton.
- 25 mars : 
  - Abdalaati Iguider, athlète marocain.
  - Jade Morgan, joueuse de badminton sud-africaine.
  - Victor Obinna, footballeur nigérian.
  - Nobunari Oda, patineur artistique japonais.
  - Ryu Hyun-jin, joueur de baseball sud-coréen.
- 26 mars :
  - YUI, chanteuse de J-pop.
  - Nora Holstad Berge, footballeuse norvégienne.
  - Brian Lee, joueur de hockey américain.
- 28 mars : 
  - Kagney Linn Karter, actrice pornographique américaine († 15 février 2024).
  - Veronika Macarol, marin slovène.
- 29 mars : 
  - Sabrina Maree, modèle et actrice pornographique américaine.
  - Dimitri Payet, footballeur français.
- 30 mars : Ren Hang, photographe chinois († 24 février 2017).
- 31 mars : Georg Listing, bassiste allemand.

## Avril
- 1er avril :
  - Ding Junhui, joueur de snooker chinois.
  - José Ortigoza, footballeur paraguayen.
  - Oliver Turvey, pilote de courses automobile britannique.
  - Vitorino Antunes, footballeur portugais.
  - Anna Chedid, chanteuse française.
- 2 avril :
  - Molly Smitten-Downes, musicienne britannique.
  - Alejandro Zarzuela, joueur de basket-ball vénézuélien.
- 3 avril :
  - Jay Bruce, joueur de baseball américain.
  - Steve Downie, hockeyeur sur glace canadien.
  - Gary Hirsch, pilote automobile suisse.
  - Jason Kipnis, joueur de baseball américain.
  - Hillary Klimowicz, basketteuse américaine.
  - Martyn Rooney, athlète britannique.
  - Julián Simón, pilote de vitesse moto espagnol.
  - Rémi Stolz, joueur de rugby français.
  - Sal Zizzo, footballeur américain.
  - Bob Lennon, vidéaste et doubleur français spécialisé dans le jeu vidéo.
  - Park Jung-min, chanteur, danseur, acteur et mannequin sud-coréen, membre du groupe SS501
- 4 avril :
  - Odrisamer Despaigne, joueur de baseball américain.
  - Meysam Emeli, cycliste iranien.
  - Sarah Gadon, actrice canadienne.
  - Sami Khedira, footballeur allemand.
  - Cameron Maybin, joueur américain de baseball.
  - Léo Trespeuch, snowboarder français.
  - Océane Zhu, actrice chinoise.
- 5 avril : 
  - Dave Attwood, joueur de rugby à XV anglais.
  - Max Grün, footballeur allemand.
  - Fiodor Koudriachov, footballeur russe.
  - Shenita Landry, joueuse américaine de basket-ball.
  - Sergei Lepmets, footballeur estonien.
  - Djabir Naamoune, footballeur algérien.
  - Calu Rivero, actrice et mannequin argentine.
- 6 avril : 
  - Lex Albrecht, cycliste canadienne.
  - Robin Haase, joueur de tennis néerlandais.
  - Hilary Rhoda, mannequin américaine.
  - Stéphane Rossetto, coureur cycliste français.
- 7 avril :
  - Martín Cáceres, footballeur uruguayen.
  - Patrick Gretsch, cycliste sur route allemand.
  - Reyshawn Terry, basketteur baseball.
- 8 avril : 
  - Abdelhamid Abaaoud, terroriste djihadiste belgo-marocain († 18 novembre 2015).
  - Yonder Alonso, joueur de baseball cubain.
  - Jerry Bengtson, footballeur hondurasien.
  - Jeremy Hellickson, joueur de baseball.
  - Nithya Menen, actrice indienne.
  - Royston Drenthe, footballeur néerlandais.
- 9 avril :
  - Kassim Abdallah, footballeur comorien.
  - Eric Campbell, joueur de baseball américain.
  - Jazmine Sullivan, chanteuse américaine.
  - Graham Gano, joueur américain de football américain.
  - Blaise Matuidi, footballeur français.
  - Sara Slott Petersen, athlète danoise.
  - Jesse McCartney, acteur et chanteur américain.
  - Evander Sno, footballeur néerlandais.
- 10 avril :
  - Charlie De Rycke, joueur de squash belge.
  - Shay Mitchell, actrice américaine.
  - Efya, chanteuse ghanéenne.
  - Jamie Renée Smith, actrice américaine.
  - Hayley Westenra, chanteuse soprano néo-zélandaise.
- 11 avril : 
  - Julian Jakobsen, joueur de hockey sur glace danois.
  - Ludovic Mendes, homme politique français.
  - Will Tudor, acteur britannique.
  - Lights, chanteuse américaine.
  - Joss Stone, chanteuse de musique soul et actrice anglaise.
- 12 avril :
  - Luiz Adriano, footballeur brésilien.
  - Armand Batlle, joueur de rugby français.
  - Alexander Bryukhankov, triathlète russe.
  - Mehdi Cheriet, basketteur français.
  - Brooklyn Decker, actrice américaine.
  - Louis Delmas, joueur américain de football américain.
  - Ilana Glazer, humoriste de stand-up américaine.
  - Shawna Leneé, actrice pornographique américaine.
  - Michael Roll, basketteur américain.
  - Brendon Urie, chanteur américain.
- 13 avril : 
  - Brandon Hardesty, acteur américain.
  - Stephany Skrba, joueuse de basket-ball canadienne.
  - Emanuel Herrera, footballeur argentin.
- 14 avril :
  - Guillaume Bats, humoriste français († 1er juin 2023).
  - Jennifer Digbeu, basketteuse française.
  - Erwin Hoffer, footballeur autrichien.
  - Ida Odén, handballeur suédois.
  - Lubna al-Omair, escrimeuse saoudienne.
  - Norman Thavaud, vidéaste et humoriste français.
- 15 avril : 
  - Pierrick Capelle, footballeur français.
  - Yasmani Copello, athlète turc.
  - Samira Wiley, actrice américaine.
  - Oleksandr Hvozdyk, boxeur ukrainien.
  - Henrik Solberg, joueur de hockey sur glace norvégien.
- 16 avril :
  - Cenk Akyol, basketteur turc.
  - Richard Bleier, joueur de baseball américain.
  - Carlien Dirkse van den Heuvel, joueuse de hockey sur gazon néerlandaise.
  - Loris Arnaud, footballeur français.
  - Lhadji Badiane, footballeur français.
  - Aaron Lennon, footballeur anglais.
  - Habib Habibou, footballeur centrafricain.
  - Justin Olsen, bobeur américain.
  - Kane Bentley, joueur de rugby à XIII français.
  - Jack Cutmore-Scott, acteur britannique.
  - Markus Suttner, footballeur autrichien.
- 17 avril : 
  - Mehdi Benatia, footballeur marocain.
  - Sophie Cordelier, céiste française.
- 18 avril :
  - Mikko Koivisto, basketteur finlandais.
  - Anthony Roux, cycliste sur route français.
  - Kévin Sireau, coureur cycliste français.
  - Rosie Huntington-Whiteley, mannequin et actrice britannique.
- 19 avril : Maria Sharapova, joueuse de tennis russe.
- 20 avril :
  - John Patrick Amedori, acteur américain.
  - Fabrice Begeorgi, footballeur français.
  - Ammar Jemal, footballeur tunisien.
  - Angelica Robinson, basketteuse américaine.
- 21 avril : Anastassia Prykhodko, chanteuse ukrainienne.
- 22 avril :
  - David Luiz, footballeur brésilien et portugais.
  - John Obi Mikel, footballeur nigérian.
- 23 avril : John Boye, footballeur ghanéen.
- 24 avril :
  - Kristopher Letang, hockeyeur sur glace canadien.
  - Rein Taaramäe, cycliste sur route estonien.
- 25 avril :
  - Razak Boukari, footballeur français.
  - François Bellugou, footballeur français.
  - Jay Park, acteur américain.
- 26 avril :
  - Jessica Lee Rose, actrice américaine.
  - Jarmila Gajdošová, joueuse de tennis tchèque.
  - Antonin Manavian, hockeyeur sur glace français.
- 27 avril :
  - Ignacio Nicolás Casale, pilote de rallye-raid, de motocross et de quad chilien.
  - Mohamed El-Madaghri, footballeur français.
  - Jonathan Castroviejo, cycliste sur route espagnol.
  - Alexandra Lacrabère, handballeuse française.
  - William Moseley, acteur britannique.
  - Wang Feifei(ou Fei), chanteuse chinoise, ex-membre du groupe Miss A
- 28 avril : Robin Schulz, DJ allemand.
- 29 avril :
  - Alejandro Bedoya, footballeur américain.
  - Sara Errani, joueuse de tennis italienne.
- 30 avril : Kazuya Ōshima, pilote de courses automobile japonais.

## Mai
- 4 mai : 
  - Francesc Fàbregas Soler (dit Cesc Fabregas), footballeur espagnol.
  - Rémi Deval, humoriste et comédien français.
- 6 mai : Moon Geun-young, actrice sud-coréenne.
- Meek Mill, rappeur américain
- 7 mai :
  - Pierre Ducasse, footballeur français.
  - Jérémy Ménez, footballeur français.
  - Vreneli van Helbergen, actrice néerlandaise.
  - Asami Konno, présentatrice de télévision et ex-idole japonaise.
  - Levan Khabeichvili, homme politique géorgien.
- 9 mai : Kevin Gameiro, footballeur français.
- 10 mai : 
  - Ugo Bienvenu, auteur de bandes dessinées français.
  - Emmanuel Emenike, footballeur nigérian.
  - Martin Paterson, footballeur britannique.
  - Jason Schreier, journaliste américain.
- 11 mai : 
  - Azdine Aigoun, joueur de futsal français.
  - Lince Dorado, catcheur américain.
  - Tomoaki Makino, footballeur japonais.
  - Red Patterson, joueur de baseball américain.
  - Miha Plot, joueur de volley-ball slovène.
  - Kenneth Schmidt, acteur américain.
  - Rafael Silva, judoka brésilien.
  - Lachie Turner, joueur de rugby à XV sud-africain.
- 12 mai : Baïra Kovanova, joueuse d'échecs russe.
- 13 mai : 
  - Candice Accola, actrice et chanteuse américaine.
  - Hunter Parrish, acteur américain.
- 14 mai : François Steyn, rugbyman sud-africain.
- 15 mai : Andy Murray, joueur de tennis britannique.
- 17 mai :
  - Edvald Boasson Hagen, coureur cycliste norvégien
  - Dash Wilder, lutteur professionnel américain.
- 20 mai : Kristopher Van Varenberg, acteur belgo-américain et fils aîné de Jean-Claude Van Damme.
- 22 mai : Novak Djokovic, joueur de tennis serbe.
- 23 mai : 
  - Silvânia Costa de Oliveira, athlète handisport brésilienne.
  - Bray Wyatt, catcheur américain († 24 août 2023).
- 24 mai : Fabio Fognini, joueur de tennis italien.
- 27 mai : 
  - Bas, rappeur français.
  - Gervinho, footballeur ivoirien.
- 28 mai : Édouard SALMON, Intellectuel, philosophe et militaire français.
- 29 mai : Alessandra Torresani, actrice américaine.

## Juin
- 2 juin : Kokoro Saegusa, mannequin japonais
- 3 juin : 
  - Michelle Keegan, actrice et mannequin britannique.
  - Masami Nagasawa, actrice japonaise.
- 5 juin : Mollie King, chanteuse britannique (The Saturdays).
- 6 juin : 
  - Yunidis Castillo, athlète handisport cubaine.
  - Keizer, rappeur néerlandais.
- 9 juin : 
  - Judith-Flores Ialovaïa, joueuse de volley-ball russe.
  - James Maynard, mathématicien britannique.
- 12 juin :
  - Florian Delavega, chanteur français, membre de Fréro Delavega.
  - Tomomi Takano, boxeuse japonaise.
- 16 juin : Arquimedes Caminero, joueur de baseball dominicain.
- 17 juin : 
  - Kendrick Lamar, rappeur et parolier américain.
  - Nozomi Tsuji, chanteuse, actrice animatrice de télévision et ex-idole japonaise.
- 18 juin : Au Nok-hin, homme politique hongkongais.
- 20 juin : Natalia Sedletska, journaliste d'investigation ukrainienne.
- 21 juin :
  - Kyle Calloway, joueur américain de football américain († 2 juillet 2016).
  - Kim Ryeo-wook, chanteur, compositeur et danseur sud-coréen.
  - Sophie Vouzelaud, 1re dauphine à Miss France 2007.
- 22 juin : 
  - Lee Min-ho , acteur et chanteur sud-coréen.
  - Jerrod Carmichael, acteur américain.
  - Joe Dempsie, acteur britannique.
- 23 juin :
  - Shandy Aulia, actrice indonésienne.
  - Nando de Colo, basketteur français.
- 24 juin :
  - Lionel Messi, footballeur international argentin.
  - Hany Soh, femme politique singapourienne.
- 25 juin : Sandrine Gruda, basketteuse française.
- 26 juin : Samir Nasri, footballeur français.
- 27 juin : 
  - Aurore Urani, judokate française.
  - India de Beaufort, actrice et chanteuse britannique.
- 29 juin : Jena Lee, chanteuse française.

## Juillet
- ? juillet : Brooke Annibale, autrice-compositrice-interprète américaine.
- 2 juillet :
  - Esteban Granero, footballeur espagnol.
  - Rachael Morrison, athlète handisport américaine.
- 3 juillet : Sebastian Vettel, pilote de Formule 1.
- 6 juillet : Kate Nash, chanteuse britannique.
- 7 juillet : Gaël Faure, chanteur et auteur-compositeur français.
- 9 juillet : 
  - Élodie Fontan, actrice et mannequin française.
  - Amanda Knox, victime américaine d'une erreur judiciaire.
- 11 juillet : Shigeaki Katô, acteur, chanteur et écrivain japonais.
- 14 juillet :
  - Lukas Steltner, acteur allemand.
  - Malika Ménard, Miss France 2010 et journaliste pour TV Magazine.
- 15 juillet : Stanisław Drzewiecki, pianiste polonais.
- 17 juillet : Inessa Touchkanova, pilote de rallyes et mannequin ukrainien.
- 23 juillet : Anja Šimpraga, femme politique croate.
- 25 juillet : Michael Welch (acteur), acteur américain.
- 26 juillet : Miriam McDonald, actrice canadienne.
- 27 juillet : Marek Hamsik, footballeur slovaque.
- 28 juillet : 
  - Pedro Rodriguez Ledesma (dit Pedro), footballeur espagnol.
  - Aurore Delplace, chanteuse belge.
- 29 juillet : Génesis Rodríguez, actrice américaine.

## Août
- 1er août :
  - Iago Aspas, footballeur espagnol.
  - Jakov Fak, biathlète slovène.
  - Marc Hudson, chanteur britannique.
  - Sébastien Pocognoli, footballeur belge.
  - Marta Walczykiewicz, canoéiste polonaise.
  - Lee Wallace, footballeur écossais.
  - Rumi Hiiragi, actrice japonaise.
- 2 août :
  - Ashley Cummins, combattante américaine.
  - Jonathan Dufrasne, coureur cycliste belge.
  - Yura Movsisyan, footballeur arménien.
- 3 août : 
  - Cesare Benedetti, coureur cycliste italien.
  - Amir Karaoui, footballeur algérien.
  - Neil Magny, combattant américain.
  - Gary Medel, footballeur chilien.
  - Vincent Muratori, footballeur français.
  - A. J. Slaughter, basketteur américain.
- 4 août :
  - Nick Christiani, joueur de baseball américain.
  - Jon Lilygreen, chanteur britannique.
  - Nicolas Oliveira, nageur brésilien.
  - Sam Underwood, acteur britannique.
  - Phil Younghusband, footballeur anglais.
  - Jang Geun-suk, acteur, chanteur, danseur et mannequin sud-coréen.
- 5 août :
  - Iryna Husieva, judokate handisport ukrainienne.
  - C. J. Spiller, joueur de football américain de NFL.
  - Xenia Tchoumitcheva, mannequin suisse.
- 6 août :
  - Charley Chase, actrice pornographique américaine.
  - Sarah Gregorius, footballeuse néo-zélandaise.
  - Sergey Kislyak, footballeur biélorusse.
  - Rémy Riou, footballeur français.
  - Pietro Ruta, rameur d'aviron italien.
  - Kirill Skachkov, pongiste russe.
- 7 août : 
  - Razane Jammal, actrice libano-britannique.
  - Brigitte Ardossi, joueuse de basket-ball australienne.
  - Sidney Crosby, joueur de hockey canadien.
  - Max Heinzer, escrimeur suisse.
  - Kirk Nieuwenhuis, joueur de baseball américain.
  - Alex Stepheson, joueur de basket-ball américain.
  - Rafael Ynoa, joueur de baseball dominicain.
- 8 août :
  - Pierre Boulanger, acteur français.
  - Mădălina Ghenea, actrice roumaine.
  - Katie Leung, actrice anglaise.
  - Tatjana Maria, joueuse de tennis allemande.
  - Jenn Proske, actrice canadienne.
- 9 août : Eduard Prades, coureur cycliste espagnol.
- 10 août :
  - Matt den Dekker, joueur de baseball américain.
  - Terrel Harris, joueur de basket-ball américain.
  - Wilson Ramos, joueur de baseball vénézuélien.
  - Laurine van Riessen, patineuse de vitesse néerlandaise.
- 11 août : 
  - Ekaterina Birlova, joueuse de beach-volley russe.
  - Grant Brits, nageur australien.
  - Tim Hug, coureur du combiné nordique suisse.
  - Sixtine Malaterre, kayakiste française.
  - Cyrille Maret, judoka français.
  - Greysia Polii, joueuse de badminton indonésienne.
- 12 août : Ross Dawson, batteur du groupe Late of the Pier († 16 mai 2015).
- 13 août :
  - Malik Boubaiou, handballeur algérien.
  - Song Jin-hyung, footballeur sud-coréen.
- 14 août : 
  - Johnny Gargano, catcheur américain.
  - Jeremy Hazelbaker, joueur de baseball américain.
  - David Peralta, joueur de baseball américain.
  - Matteo Rabottini, coureur cycliste italien.
- 16 août : 
  - José Mojica, coureur cycliste cubain.
  - Carey Price, joueur de hockey canadien.
- 17 août : 
  - Artus, humoriste français.
  - Jean-Baptiste Dubourg, pilote automobile français.
  - Martin Cikl, sauteur à ski tchèque.
  - Marc Wilson, footballeur irlandais.
- 18 août :
  - Mathieu Arzeno, pilote automobile français.
  - Valeria Moussina, joueuse de basket-ball russe.
  - Romain Ollé-Nicolle, footballeur français.
  - David Richardson, patineur artistique britannique.
  - Igor Sijsling, joueur de tennis néerlandais.
  - Thomas Vedel Kvist, coureur cycliste danois.
  - Justin Wilson, joueur de baseball américain.
- 19 août :
  - Patrick Chung, joueur de football américain.
  - Nico Hülkenberg, pilote automobile allemand.
  - Richard Stearman, footballeur anglais.
- 20 août : 
  - Stefan Aigner, footballeur allemand.
  - Walter Hahn, catcheur autrichien.
  - Hao Jialu, escrimeuse chinoise.
  - Justyna Kasprzycka, athlète polonaise.
  - Simon Shnapir, patineur artistique américain.
- 21 août :
  - DeWanna Bonner, joueuse de basket-ball américaine.
  - Héritier Bahati Chuma, homme politique de la République démocratique du Congo.
  - Kim Kibum, acteur sud-coréen.
  - J. D. Martinez, joueur de baseball américain.
  - Jodie Meeks, joueur de basket-ball américain.
  - Anton Shipulin, biathlète russe.
  - Zheng Xun, danseur sur glace chinois.
- 22 août :
  - Micheal Azira, footballeur ougandais.
  - Tristan Marguet, coureur cycliste suisse.
  - Nicole Moreno, mannequin chilienne.
  - Apollo Crews, catcheur américain.
  - Mischa Zverev, joueur de tennis ukrainien.
- 23 août :
  - Thomas Briels, joueur de hockey sur gazon belge.
  - Murielle Ahouré, athlète ivoirienne.
  - Moussa Tigana, footballeur malien.
- 24 août :
  - Beverly Ramos, athlète portoricaine.
  - Éric Bauthéac, footballeur français.
  - Daichi Miura, chanteur, chorégraphe japonais.
  - Ri Jun-il, footballeur nord-coréen.
  - Feta Ahamada, athlète comorienne.
  - Anja Zdovc, volleyeuse slovène.
- 25 août :
  - Amy Macdonald, auteur-compositeur-interprète écossaise.
  - Blake Lively, actrice et mannequin américaine.
  - Stacey Farber, actrice canadienne.
  - Vyacheslav Kravtsov, basketteur ukrainien.

## Septembre
- 2 septembre :
  - Spencer Smith, batteur du groupe Panic at the Disco.
  - Matibeye Geneviève, chanteuse tchadienne.
- 3 septembre : Amir D-va, chanteur, compositeur et poète iranien.
- 5 septembre : Stacie Anaka, lutteuse canadienne.
- 7 septembre : Evan Rachel Wood, actrice et chanteuse américaine.
- 8 septembre : Wiz Khalifa, rappeur américain.
- 9 septembre : Jung Il-woo, acteur, mannequin et chanteur sud-coréen.
- 10 septembre : Madina Memet, actrice chinoise d'origine ouïghoure.
- 12 septembre : Lim Sungbin (ou Beenzino), rappeur sud-coréen
- 13 septembre : 
  - G.NA, chanteuse canado-coréenne.
  - Lioubov Sobol, avocate et femme politique russe.
- 15 septembre :
  - Aly Cissokho, footballeur français.
  - Kelly van Zon, pongiste handisport néerlandaise.
- 18 septembre : 
  - Anaclet Kabeya Kalenga, homme politique de la République démocratique du Congo.
  - Yoo Min-kyu, acteur sud-coréen.
- 19 septembre : Serge Beynaud, chanteur ivoirien.
- 20 septembre :
  - Elena Congost Mohedano, athlète handisport espagnole.
  - Alex Pullin, snowboardeur australien († 8 juillet 2020)
  - Ga-in, chanteur actrice sud-coréenne, membre de Brown Eyed Girls
- 21 septembre : 
  - Ryan Guzman, acteur américain.
  - Amir Tataloo, chanteur, compositeur et poète iranien.
- 22 septembre : Tom Felton, acteur et musicien britannique.
- 23 septembre :
  - Gülbahar Akgül, volleyeuse turque.
  - Zhang Cuiping, tireuse sportive chinoise.
- 24 septembre : 
  - Spencer Treat Clark, acteur américain.
  - Grey Damon, acteur américain.
  - Stephanie Grebe, pongiste allemande.
  - Brit Morgan, actrice américaine.
- 26 septembre : 
  - Clément Lefert, nageur français.
  - Kim Yo-jong, femme politique nord coréenne, sœur de Kim Jong-un.
- 28 septembre : Hilary Duff, actrice et chanteuse américaine.
- 29 septembre : 
  - Benjamin Daniel, vidéaste et acteur français.
  - Anaïs Demoustier, actrice française.
- 30 septembre : 
  - Lauren Holiday, joueuse de football américaine.
  - Brice Ournac, acteur français.

## Octobre
- 1er octobre : 
  - Matthew Daddario, acteur américain.
  - Grzegorz Łomacz, joueur de volley-ball polonais.
  - Lionel Ainsworth, footballeur anglais.
  - Daniel Adlung, footballeur allemand.
  - Arthur Pestel, comédien français frère de Charles.
  - Pierre Soumagne, joueur de snooker français.
  - Alia Guagni, footballeuse italienne.
  - Wout Poels, coureur cycliste belge.
  - Julien Bouanich, comédien français.
- 2 octobre : Ricky Stenhouse Jr., Pilote américain de nascar.
- 5 octobre : So Yeon, danseuse et chanteuse sud-coréenne (T-ara).
- 7 octobre : 
  - Matt Rehwoldt, catcheur professionnel américain.
  - Lauren Mayberry, chanteuse du groupe écossais Chvrches.
- 9 octobre : Umaru Bangura, footballeur sierra-léonais.
- 10 octobre : Nenè Nhaga Bissoli, footballeuse internationale italienne.
- 15 octobre : 
  - Jesse Levine, joueur de tennis américain.
  - Ekaterina Lisina, basketteuse russe.
- 18 octobre : Zac Efron, acteur et chanteur américain.
- 19 octobre : Lesia Nikitouk, présentatrice de télévision ukrainienne.
- 21 octobre : 
  - Tonje Brenna, femme politique norvégienne.
  - Anele Ngcongca, joueur de football sud-africain († 23 novembre 2020).
- 23 octobre : Seo In-guk, acteur et chanteur sud-coréen
- 26 octobre :
  - Stany Delayre, rameur français.
  - Samuel Gathimba, athlète kényan.
  - Alexie Ribes, actrice française.
- 27 octobre : Andrew Bynum, basketteur américain.
- 29 octobre : 
  - Tove Lo, chanteuse suédoise.
  - Makoto Ogawa, chanteuse, actrice et ex-idole japonaise.
- 30 octobre : Émilie Andéol, judoka française.

## Novembre
- 1er novembre : 
  - Racim Benyahia, auteur de bande dessinée algérien.
- 3 novembre : 
  - Lukáš Lacko, joueur de tennis slovaque.
  - Elizabeth Smart, victime d'enlèvement américaine.
- 4 novembre : T.O.P, rappeur sud-coréen, membre du groupe Big Bang.
- 5 novembre : Kevin Jonas, guitariste américain.
- 6 novembre : Ana Ivanović, joueuse de tennis serbe.
- 8 novembre : 
  - Ilunga Makabu, boxeur congolais.
  - Kazuchika Okada, catcheur japonais.
- 9 novembre : Zahara, musicienne sud-africaine († 11 décembre 2023).
- 14 novembre :
  - Kebba Ceesay, footballeur gambien.
  - Dimitri Leonidas, acteur anglais.
- 15 novembre : Mini Tsai, actrice, animatrice, et chanteuse taïwanaise.
- 16 novembre : Parviz Hadi, lutteur iranien.
- 18 novembre : Jake Abel, acteur américain.
- 20 novembre : Lucien van Geffen, acteur néerlandais.
- 22 novembre : Élias Samson, lutteur américain.
- 24 novembre : Alejandro Talavante, matador espagnol.
- 25 novembre : Odil Ahmedov, footballeur ouzbek.
- 26 novembre : Kat DeLuna, chanteuse américaine.
- 28 novembre : Karen Gillan, actrice écossaise.
- 30 novembre :
  - Dougie Poynter, musicien (bassiste) anglais.
  - Esmée van Kampen, actrice néerlandaise.
  - Naomi, catcheuse et mannequin américaine.
  - Daniel Noboa, homme d'affaires et homme d'État équatorien.

## Décembre
- 2 décembre : Luis Manuel Otero Alcántara, artiste cubain.
- 3 décembre : Michael Angarano, acteur américain.
- Jill Vandermeulen, youtubeuse, influenceuse et chroniqueuse belge
- 4 décembre : Orlando Brown, acteur américain.
- Ingrid Bernadet, maman en Or
- 6 décembre : Jack DeSena, acteur américain.
- 7 décembre : Aaron Carter, chanteur américain († 5 novembre 2022).
- 8 décembre : Denis Mirochnitchenko, Homme politique ukrainien.
- 9 décembre : Jeffrey Petry, joueur de hockey sur glace américain.
- 10 décembre : Hiba Tawaji, chanteuse libanaise.
- 11 décembre : Natalia Gordienko, chanteur moldave.
- 13 décembre : Mike Socha, acteur américain.
- 17 décembre : Ophélie Meunier, mannequin et journaliste française.
- 18 décembre :
  - Miki Andō, patineuse artistique japonaise.
  - Alina Plugaru, actrice pornographique roumaine.
  - Miguel Palanca, footballeur espagnol.
- 19 décembre : Karim Benzema, footballeur français
- 21 décembre : Barbara Fialho, mannequin brésilien.
- 23 décembre :
  - Andreas Engqvist, joueur de hockey sur glace suédois.
  - Taťána Kuchařová, Miss République tchèque et Miss Monde 2006.
  - Kevin Razy, comédien et humoriste français.
- 24 décembre : Medhy Anthony, joueur français de volley-ball.
- 25 décembre :
  - Ceyhun Gülselam, footballeur turc.
  - Vítor Hugo Gomes da Silva, footballeur portugais.
  - Demaryius Thomas, joueur de foot U.S américain († 9 décembre 2021).
- 28 décembre :
  - Adam Gregory, acteur américain.
  - Yui Okada, actrice et chanteuse japonaise.
- 29 décembre : Gary Chauvin, joueur français de volley-ball.
- 30 décembre :
  - Carolina Morán, mannequin mexicain.
  - Thomaz Bellucci, joueur de tennis brésilien.
  - Steeven et Christopher, duo de jumeaux humoristes français.
- 31 décembre :
  - Émilie Le Pennec, gymnaste française.
  - Roland Lamah, footballeur belge.
  - Olli-Pekka Ojansivu, joueur finlandais de volley-ball.
  - Seydou Doumbia, footballeur ivoirien.

## Date précise non connue
- Sophy Aiida, présentatrice camerounaise.
- Dana Awartani, artiste saoudienne.
- Hind Bensari, réalisatrice marocaine.
- Shani Boianjiu, auteure israélienne.
- Gabriel Cannon, rappeur et acteur américain.
- Tracy Chou, informaticienne et entrepreneuse américaine, promotrice de l'égalité des sexes.
- Colonel Dinar, comédien et humoriste tchadien († 18 février 2020).
- Shanley Kane, écrivaine de non-fiction américaine.
- Ibrahim Mahama, artiste ghanéen.
- Basil al-Sayed, journaliste syrien.